# 110 meter hækkeløb
110 meter hækkeløb er en atletikdisciplin, der er på det olympiske program for mænd. I et løb skal atleterne springe over ti "hække" (bomme) af højden 1,067 meter, som er placeret med samme interval på en lige bane. 
Den første hæk er placeret 13,72 meter efter startlinjen, hvorpå de følgende hække følger med 9,14 m intervaller, hvilket giver en afsluttende strækning på 14,02 meter til mållinjen. Hækkenes fødder er udformet således at hækken vælter, hvis atleten rammer den. Det er tilladt at vælte hækkene, så længe det ikke sker med overlæg.
Disciplinen har været på de olympiske leges program siden sommer-OL 1896. Kvinderne fik hækkeløb på OL-programmet i 1932, men i en kortere udgave på 80 meter. Siden sommer-OL 1972 har kvinderne løbet 100 meter hækkeløb. Det er også disse distancer, der anvendes til VM og øvrige seniormesterskaber i atletik.
De hurtigste atleter i disciplinen gennemfører løbet på omkring 13 sekunder. Den øjeblikkelige verdensrekord indehaves af Aries Merritt med tiden 12,80 sekunder ved Memorial Van Damme i Belgien

## Historie
De første hækkeløb blev løbet i England omkring 1830, hvor der blev opsat træbomme på strækninger af 100 yards. Løbet blev forsøgt standardiseret i 1864, hvor man fandt frem til en strækning på 120 yards (109,72 m) samt bomme af højden af højden 1,067 m. Siden 1888 blev længden rundet op til 110 m, og man havde fastsat løbet på den form, den kendes i nu. Undtagelsen var Tyskland, der brugte hække på højden 1,00 meter frem til starten af det 20. århundrede.
Selve bommene var i starten massive, men blev fra 1895 efterhånden erstattet af lettere T-formede bomme. De gjorde det muligt for løberne at vælte bommene og fortsætte løbet. I starten blev løberne dog diskvalificeret, hvis de væltede mere end tre bomme, mens rekorder kun blev godkendt, hvis alle bomme var blevet stående. Fra 1935 blev også den regel fjernet.
Samme år blev de T-formede bomme erstattet af L-formede bomme, hvor foden peger mod startlinjen, hvilket gør, at de lettere vælter, når løberen rammer dem.
Teknikken, der nu er fremherskende, stammer fra amerikaneren Alvin Kraenzlein, der vandt guld ved sommer-OL 1900. Den går ud på, at man løber over første hæk og derpå bruger tre skridt mellem hver hæk.
Der har tidligere også internationalt været praktiseret hækkeløb for mænd på en 200 meter distance, men fra 1960 er IAAF stoppet med at anerkende rekorder på distancen distancen løbes dog stadigt nationalt og der anerkendes bl.a. danske rekorder for både mænd og kvinder. 400 meter hækkeløb for mænd var på programmet første gang til de olympiske lege 1900.

## Rekordtider

### International udvikling
- Den første anerkendte verdensrekord: 15,0 sekunder, Forrest Smithson (USA), 1908
- Første under 14,0 sekunder: 13,7 sekunder, Forrest Towns (USA), 1936
- Første under 13,0 sekunder: 12,93 sekunder, Renaldo Nehemiah (USA), 1981
- 16. august 1989 - I Zürich, Schweiz, sætter Roger Kingdom (USA) ny verdensrekord med tiden 12,92 sekunder. Det er en forbedring på 1/100 sekund af den otte år gamle rekord
- Nuværende verdensrekord: 12,80 sekunder, Aries Merritt (USA), 2012

### Danske tider

#### Kvinder
- Dansk rekord (100 m hæk): 13,13 sekunder, Mette Laugesen Graversgaard (2020).[1]

#### Mænd
- Dansk rekord (110 m hæk): 13,50 sekunder, Andreas Martinsen (2017).[2][3]

## Alle tiders top ti
Amerikanere har internationalt domineret disciplinen med 19 ud af 26 olympiske titler samt 7 ud af de 10 verdensmesterskaber, der er afholdt. Denne dominans kan også aflæses af følgende top ti.
Ved tiden er angivet vindpåvirkning i m/s (+ = medvind, - = modvind).
| Nr. | Tid (s) | Vind (m/s) | Løber             | Land           | Sted          | Dato              |
| --- | ------- | ---------- | ----------------- | -------------- | ------------- | ----------------- |
| 1   | 12,80   | ?          | Aries Merritt     | USA            | Bruxelles     | 7. september 2012 |
| 1   | 12,87   | ?          | Dayron Robles     | Cuba           | Ostrava       | 12. juni 2008     |
| 2   | 12,88   | +1,1       | Liu Xiang         | Kina           | Lausanne      | 11. juli 2006     |
| 3   | 12,90   | +1,1       | Dominique Arnold  | USA            | Lausanne      | 11. juli 2006     |
| 4   | 12,91   | +0,5       | Colin Jackson     | Storbritannien | Stuttgart     | 20. august 1993   |
| 5   | 12,92   | -0,1       | Roger Kingdom     | USA            | Zürich        | 16. august 1989   |
|     | 12,92   | +0,9       | Allen Johnson     | USA            | Atlanta       | 23. juni 1996     |
| 7   | 12,93   | -0,2       | Renaldo Nehemiah  | USA            | Zürich        | 19. august 1981   |
| 8   | 12,94   | +1,6       | Jack Pierce       | USA            | Atlanta       | 22. juni 1996     |
| 9   | 12,95   | +1,5       | Terrence Trammell | USA            | New York City | 2. juni 2007      |
| 10  | 12,97   | +1.0       | Ladji Doucouré    | Frankrig       | Angers        | 15. juli 2005     |